# Softball aux Jeux olympiques d'été de 2000
Navigation
Softball aux Jeux olympiques de 1996 Édition suivante
Cette page présente le palmarès des compétitions de softball aux Jeux olympiques d'été de 2000.

## Podium
| Or | Argent | Bronze |
| États-Unis Laura Berg Lisa Fernandez Lori Harrigan Michele Mary Smith Christie Ambrosi Jennifer Brundage Crystl Bustos Sheila Cornell Danielle Henderson Jennifer McFalls Stacey Nuveman Leah O'Brien Dot Richardson Michelle Venturella Christa Lee Williams | Japon Misako Ando Yumiko Fujii Taeko Ishikawa Kazue Ito Yoshimi Kobayashi Shiori Koseki Mariko Masubuchi Naomi Matsumoto Emi Naito Haruka Saito Juri Takayama Hiroko Tamoto Reika Utsugi Miyo Yamada Noriko Yamaji | Australie Joanne Brown Kerry Dienelt Peta Edebone Tanya Harding Melanie Roche Natalie Ward Brooke Wilkins Sandra Allen Sue Fairhurst Selina Follas Fiona Crawford Kelly Hardie Sally McDermid Simmone Morrow Natalie Titcume |